# Gène flaxen
Alezan crins lavés
Vous lisez un « bon article » labellisé en 2015.
Robe du cheval
Le gène Flaxen est un gène de dilution hypothétique qui décolore les crins de la robe du cheval alezan, donnant un phénotype nommé l’alezan crins lavés. Les crins du cheval, c'est-à-dire la crinière et la queue, ainsi que les fanons, sont alors dans les tons blonds, plus clairs que le fond de sa robe qui reste dans des tons fauves à roux. Encore non-identifié, le gène Flaxen est présumé récessif. Il n'agit que sur le pigment alezan en donnant des crins blonds, qu'il s'agisse d'un alezan classique ou d'un alezan brûlé. Il ne faut pas confondre le gène Flaxen avec le gène Silver, qui n'agit que sur le pigment noir, ni avec le palomino qui est dû au gène Crème.
Certaines races de chevaux, comme l'Haflinger, sont sélectionnées sur cette particularité. La robe alezan crins lavés peut cependant apparaître chez de nombreuses autres races, y compris le Pur-sang. En France, elle est réputée pour être la robe de Poly, le poney Shetland mis en scène dans la série télévisée Poly.

## Terminologie

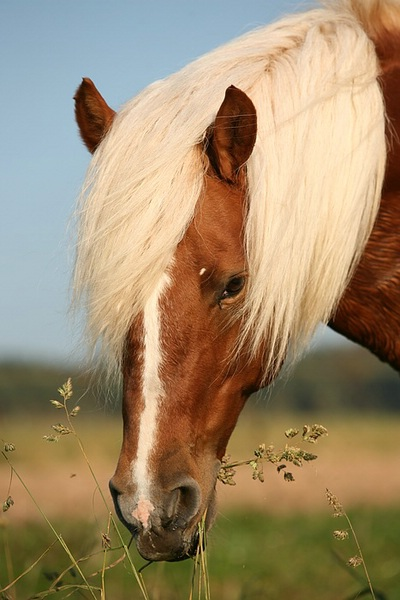
Tête d'un Haflinger porteur du gène flaxen.

Le terme français « crins lavés » désigne par défaut un cheval dont les crins sont plus clairs que la robe, aussi bien en France qu'au Québec. Il peut donc désigner des chevaux porteurs du gène Flaxen ou du gène Silver. La fréquence de l'alezan aux crins plus clairs a longtemps fait classer cette particularité des crins lavés comme étant une sous-catégorie de l'alezan par les Haras nationaux français. Les rares chevaux porteurs du gène Silver nés sur le sol français, comme certains Comtois (surnommés les « alezans comtois »), étaient alors classés par erreur comme étant des « alezans crins lavés ». Depuis 1999, une nouvelle nomenclature a été établie. Les chevaux génétiquement porteurs d'un gène Silver, comme les Comtois, sont désormais nommés des « bais crins lavés », et donc distingués des alezans crins lavés.
Le nom du gène, « Flaxen », provient d'un mot anglais pour désigner les cheveux des albinos. Il signifie « blond, filasse ».

## Identification
Ces chevaux sont reconnaissables à leur crinière, leur queue et leurs fanons de teinte plus claire que le fond de leur robe, qui est de couleur alezane, qu'elle soit classique ou « brûlée ».

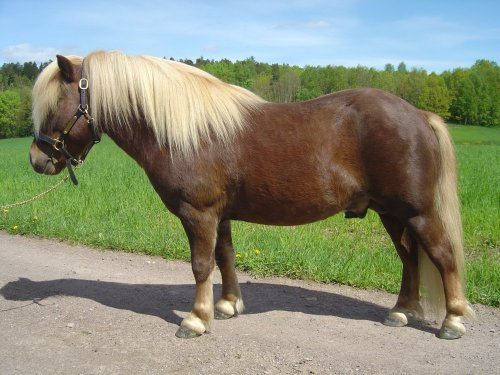
Poney alezan brûlé aux crins lavés.
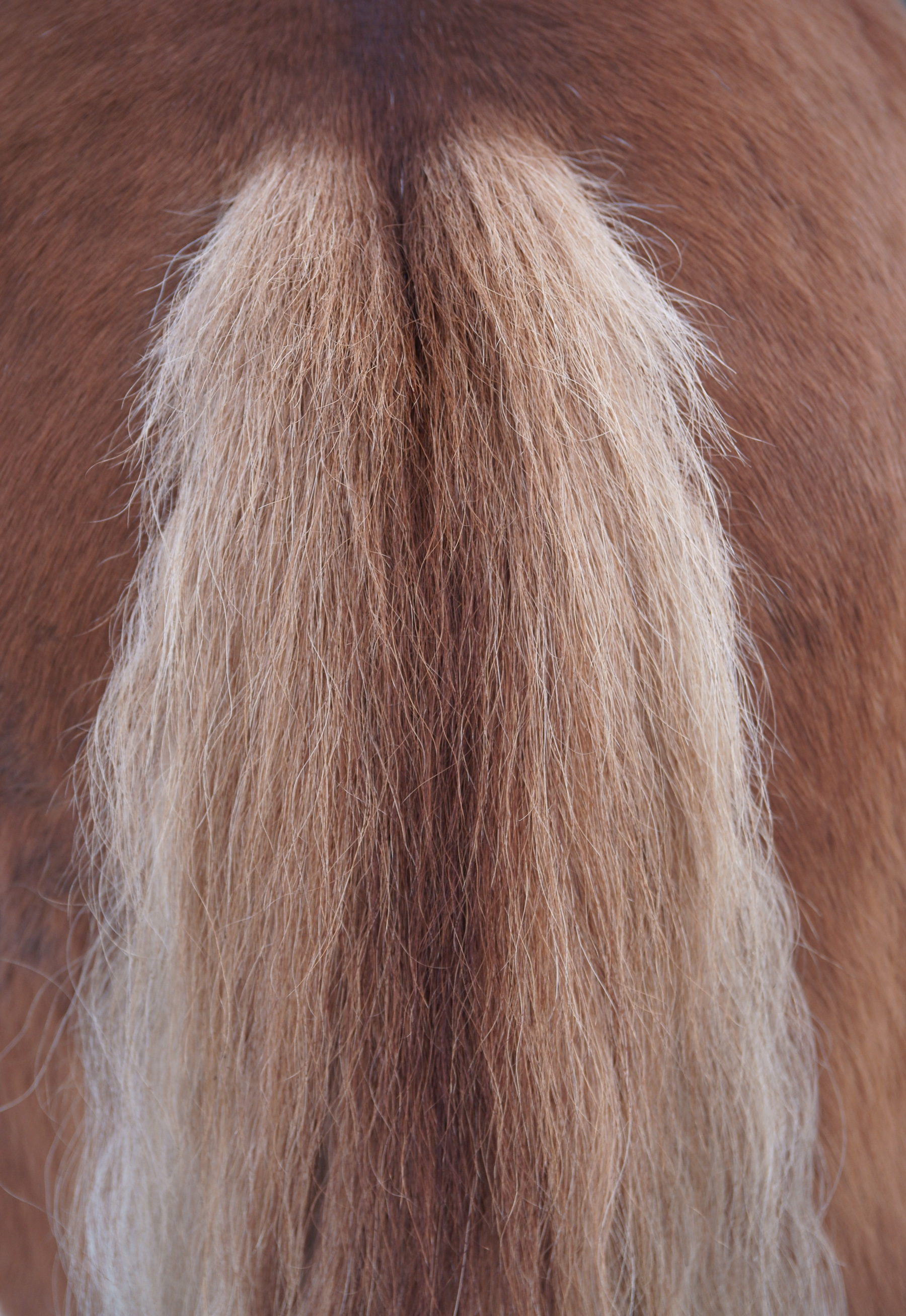
Détail sur la queue d'un alezan crins lavés avec une raie de mulet.
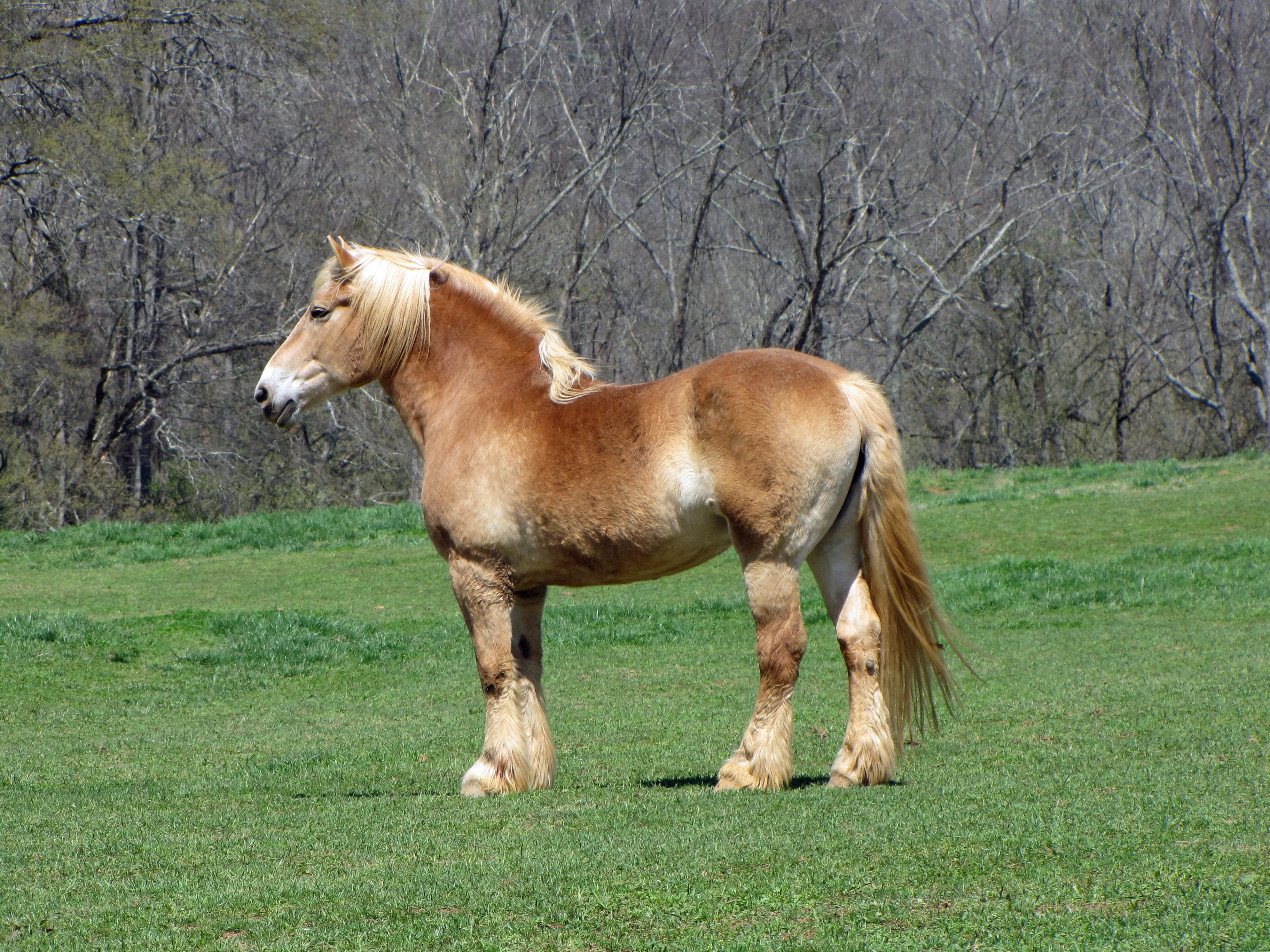
Alezan crin lavé associé au gène pangaré.
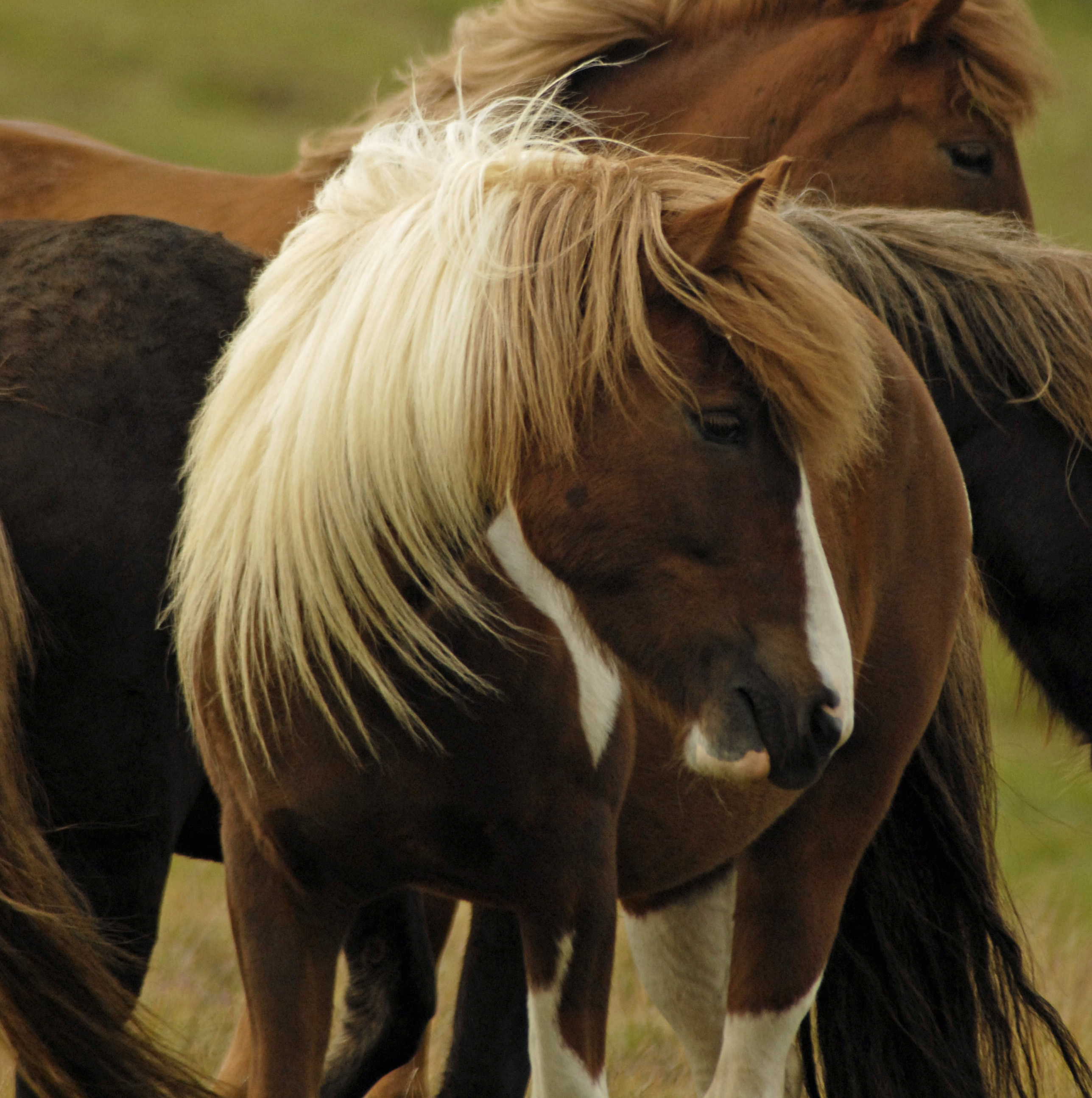
Alezan crins lavés associé à un gène de robe pie.

Des chevaux rattachés à un autre génotype sont fréquemment confondus avec les alezans exprimant un gène Flaxen. Il est difficile de différencier à l’œil un alezan crins lavés (Flaxen) d'un cheval bai crins lavés (Silver), sinon par la couleur du bas des jambes, qui est noire chez un bai exprimant le gène Silver. Les alezans exprimant un gène Dun peuvent présenter une décoloration des crins, mais restent différenciés par leur raie de mulet et la teinte légèrement plus foncée de leur queue. De même, les palominos sont parfois confondus avec les alezans crins lavés, bien que leur couleur de robe soit plus claire.

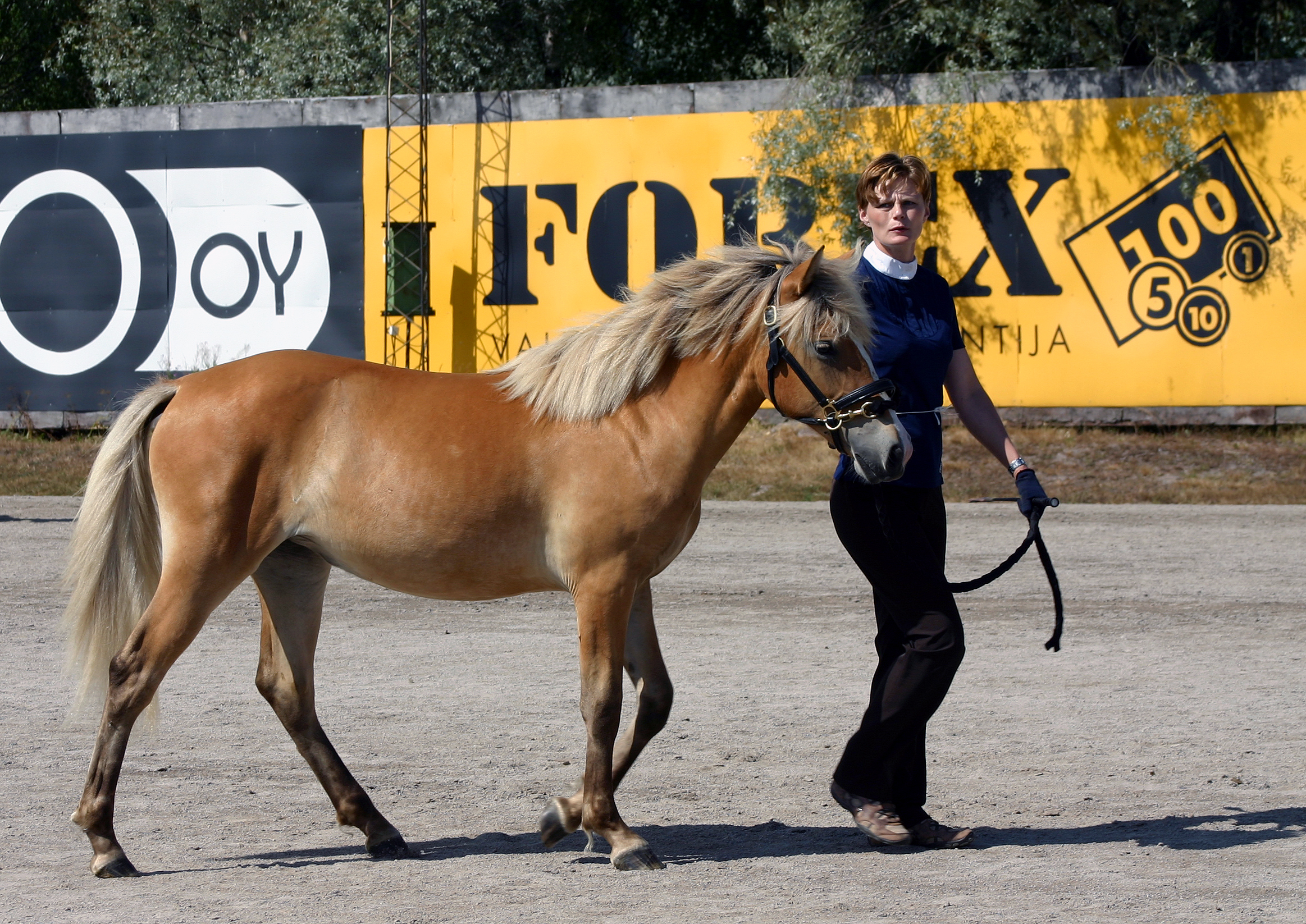
Le bas des jambes est noir chez un bai crins lavés, porteur du gène Silver.
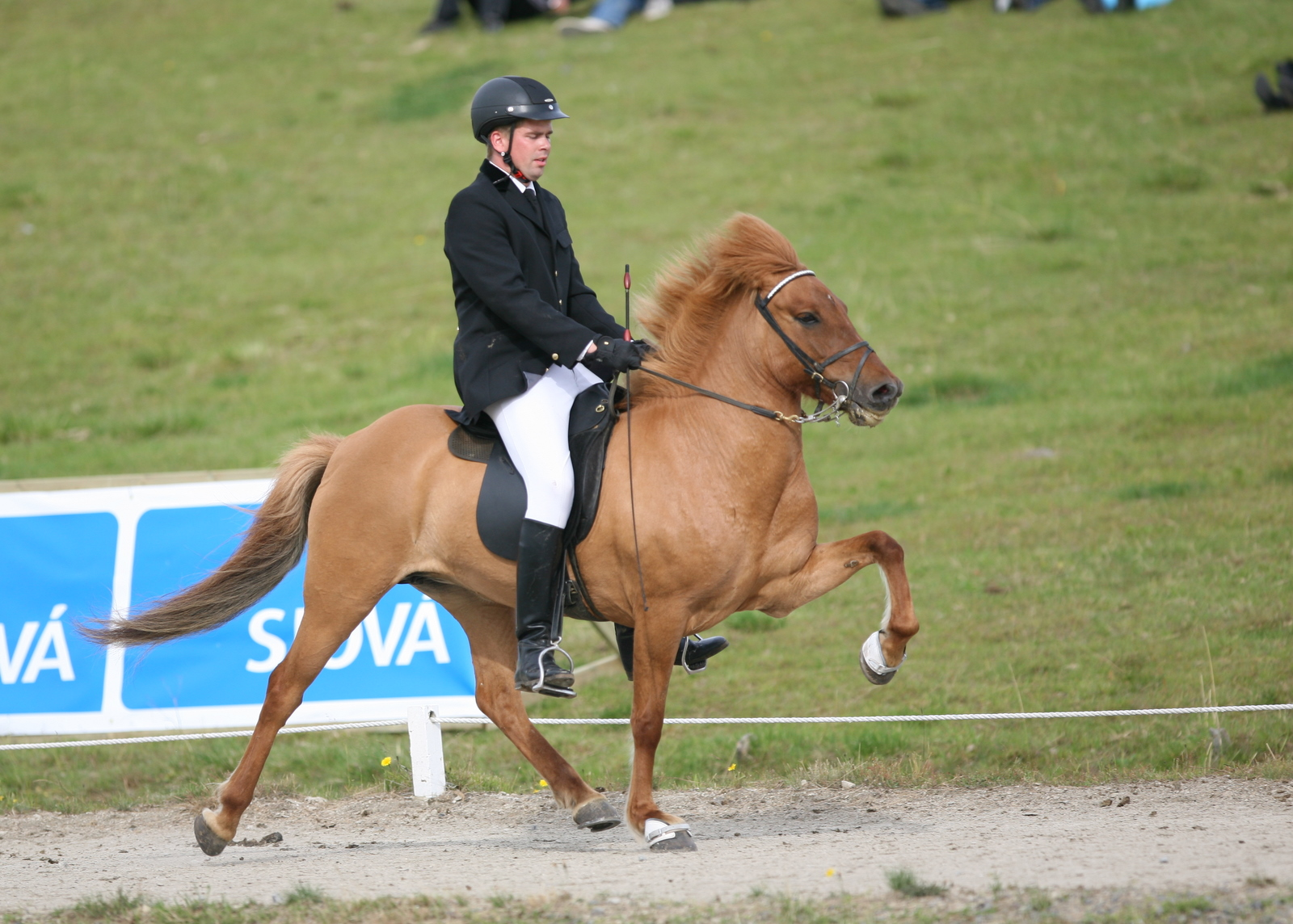
Les alezans dun ont les crins plus foncés que les alezans aux crins lavés.
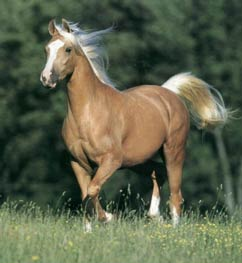
Les palominos sont très proches des alezans crins lavés, mais leur pelage est plus clair.

## Génétique
Encore peu connu, le gène Flaxen est responsable du phénotype crins lavés chez le cheval alezan. Une première étude réalisée en 2007 a permis de décoder le gène Silver, et de déterminer que l'alezan aux crins lavés est rattaché à un autre type de mutation que ce dernier, mais sans parvenir à l'identifier. En 2009, une autre étude sur la race du Morgan américain permet de comprendre l'héritabilité du gène flaxen, mais pas son mode de transmission. À cette occasion, le caractère récessif de ce gène est établi.
Le gène flaxen est donc noté f (F si absent), comme tous les gènes récessifs. Il n'agit que sur une robe alezane (ee). Il faut deux allèles pour qu’un phénotype de crins lavés soit créé. Un cheval ff est flaxen. Un cheval Ff ou fF porte la mutation responsable et ne l'exprime pas, mais il pourra transmettre l'allèle à ses descendants. Les preuves d'un mode de transmission récessif mendélien sont apportées dans des études préliminaires, montrant que les chevaux alezans aux crins lavés accouplés avec d'autres chevaux de la même robe ne produisent que des alezans aux crins lavés.
| Génotype      | Phénotype              | Transmission du gène à la descendance |
| ------------- | ---------------------- | --- |
| ee ff         | Alezan aux crins lavés | 100 % (donne 100 % d'alezans crins lavés si accouplé avec un autre alezan crins lavés)                                                                |
| ee Ff / ee fF | Alezan                 | 50 % (donne 50 % d'alezans crins lavés si accouplé avec un alezan crins lavés, donne 25 % d'alezans crins lavés si accouplé à un autre ee Ff / ee fF) |
| ee FF         | Alezan                 | Impossible |

Le degré d'expression de la caractéristique est très variable, cependant, certains chevaux alezans qui ne présentent pas beaucoup de crins clairs peuvent avoir une descendance fortement porteuse de crins clairs. Certains chercheurs ont émis l'hypothèse qu'il y aurait plus d'un gène impliqué. Le gène flaxen n'affecte pas les chevaux noirs ou bais, seulement les alezans. Il y a des exemples d'alezans crins lavés nés de parents noirs ou bais. On suppose donc que ce gène peut être masqué chez les chevaux d'autres couleur que l'alezan, mais reste transmissible à leur progéniture.
Le gène flaxen n'est a priori associé à aucune maladie connue. Des vétérinaires qui ont étudié la dermatose chronique des membres des chevaux de trait (« eaux aux jambes ») avaient cependant noté dans les années 1950 qu'elle touche plus souvent des chevaux de trait belge alezans aux crins lavés. Une prédisposition génétique rend certaines races et certaines lignées plus sensibles à cette maladie.

## Fréquence
Certaines races de chevaux ont été sélectionnées pour leur expression du flaxen, ainsi, le Haflinger porte toujours une robe alezane aux crins lavés. C'est presque le cas du cheval de la Forêt-Noire, avec 97 % de sujets alezans aux crins lavés. Chez le Jutland, cette robe est considérée comme la couleur nationale de la race. Un élevage sélectif en a augmenté la fréquence.

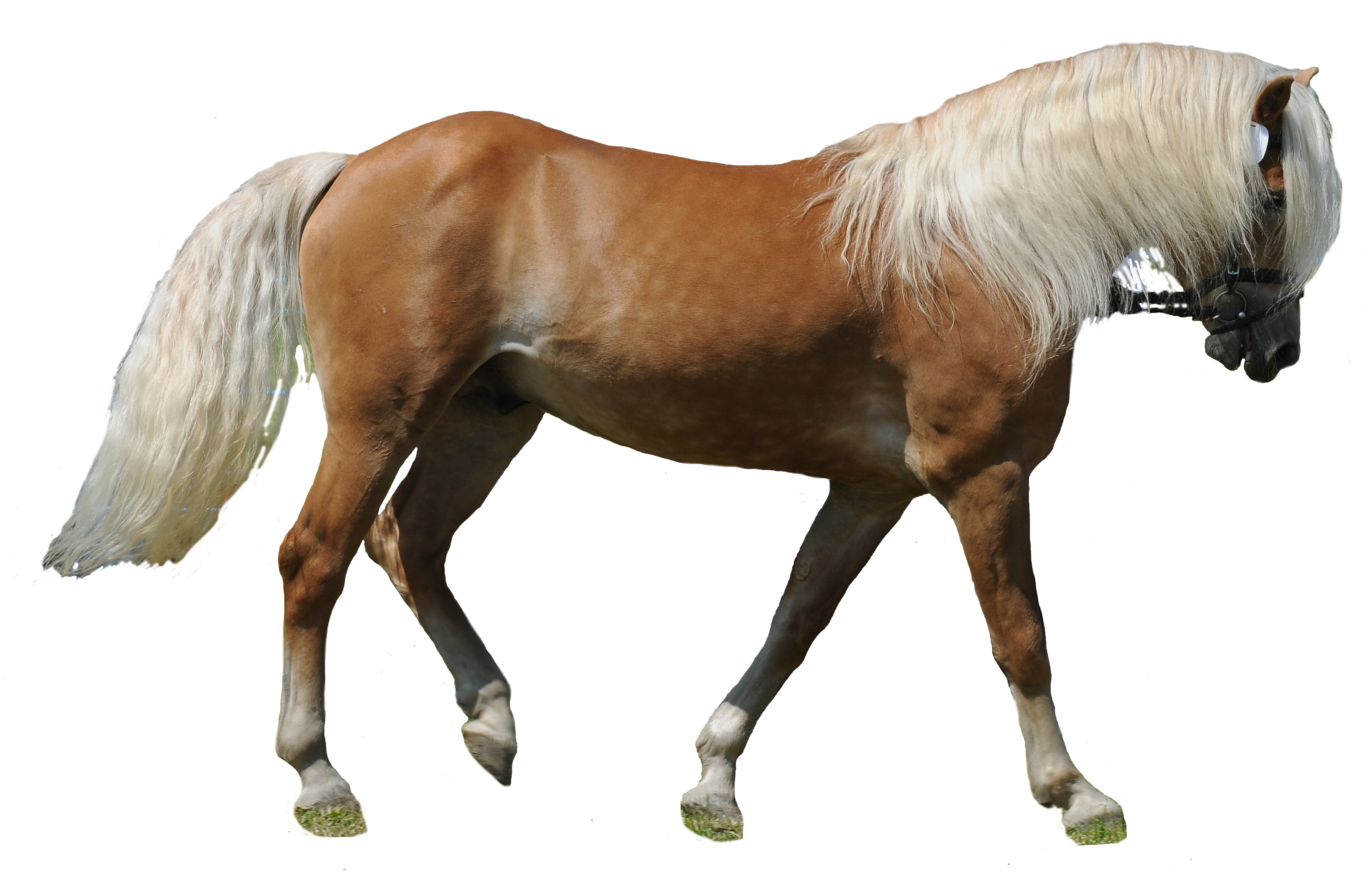
Haflinger, toujours alezan aux crins lavés.
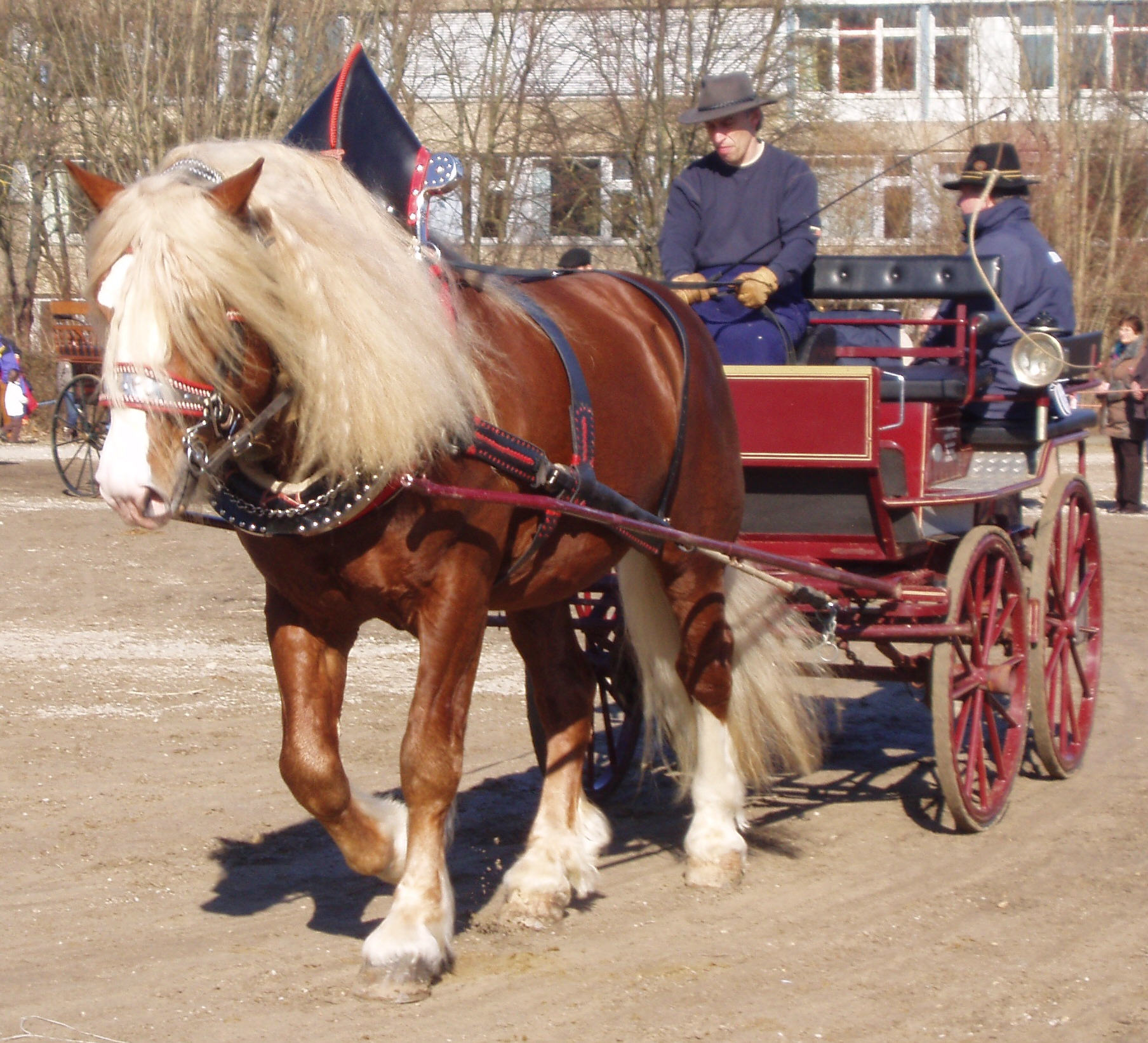
Trait de la Forêt-Noire, alezan crins lavés présent à 97 %.
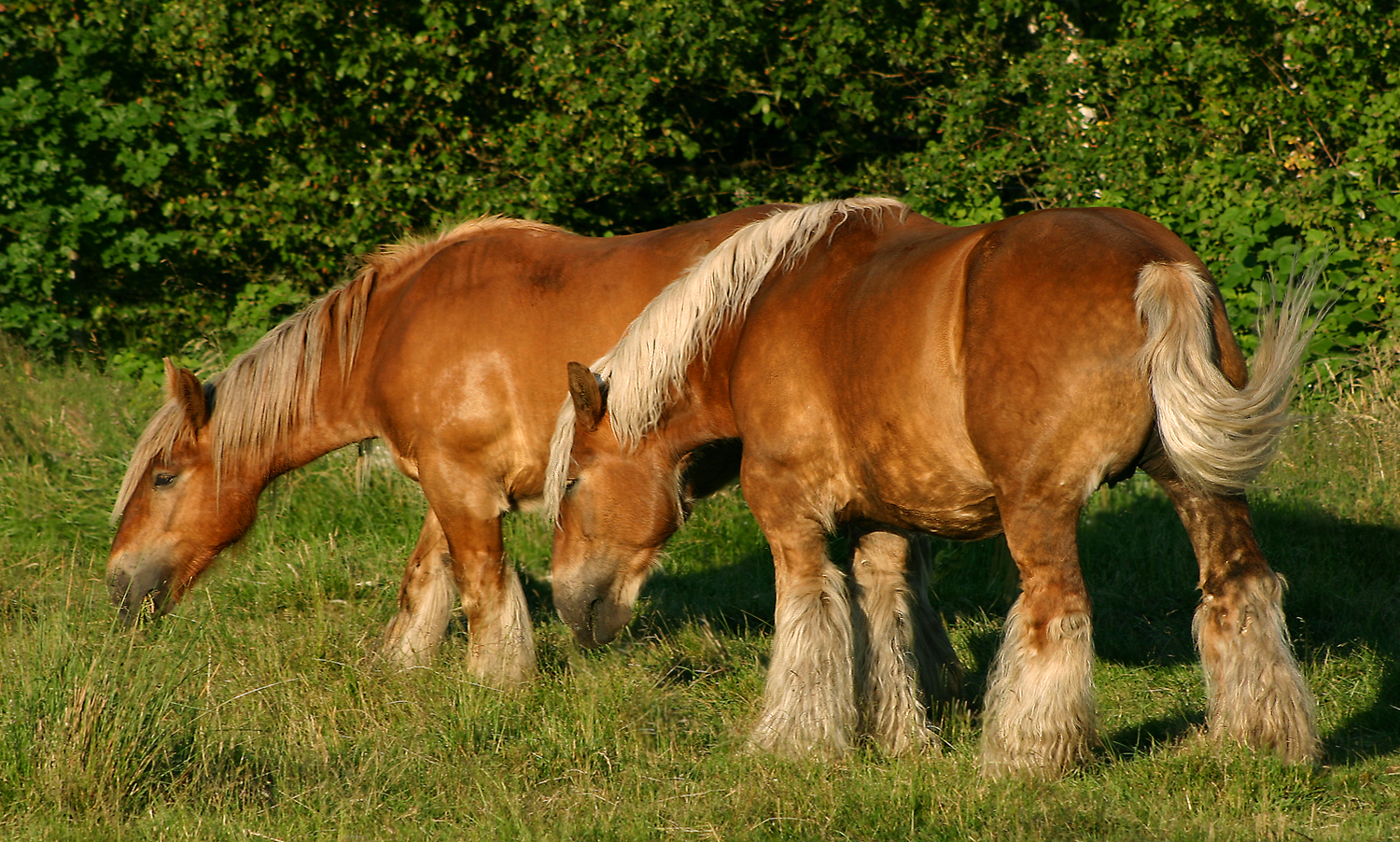
Jutland, chez lesquels la blondeur des fanons est bien visible.
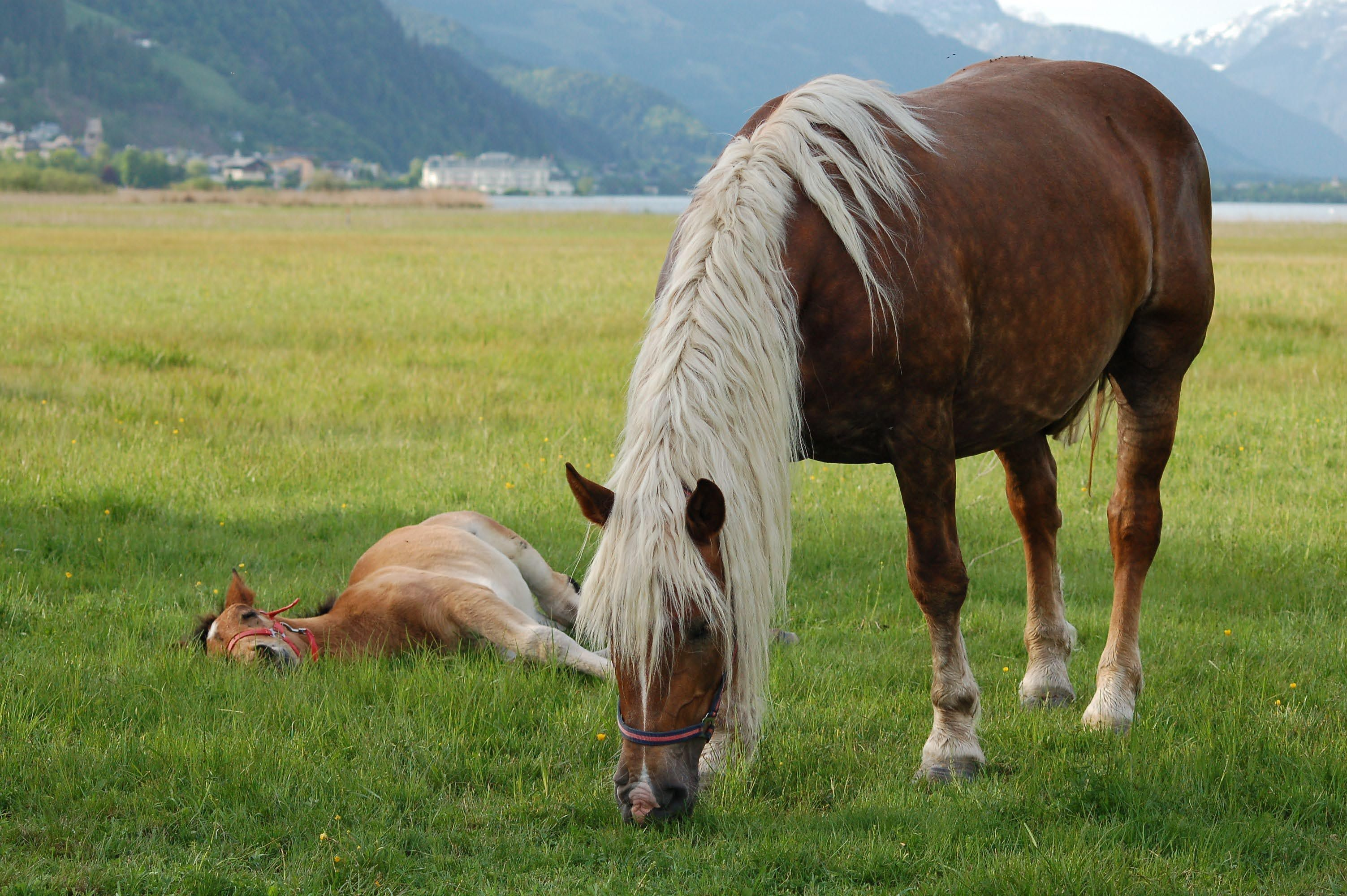
Noriker.
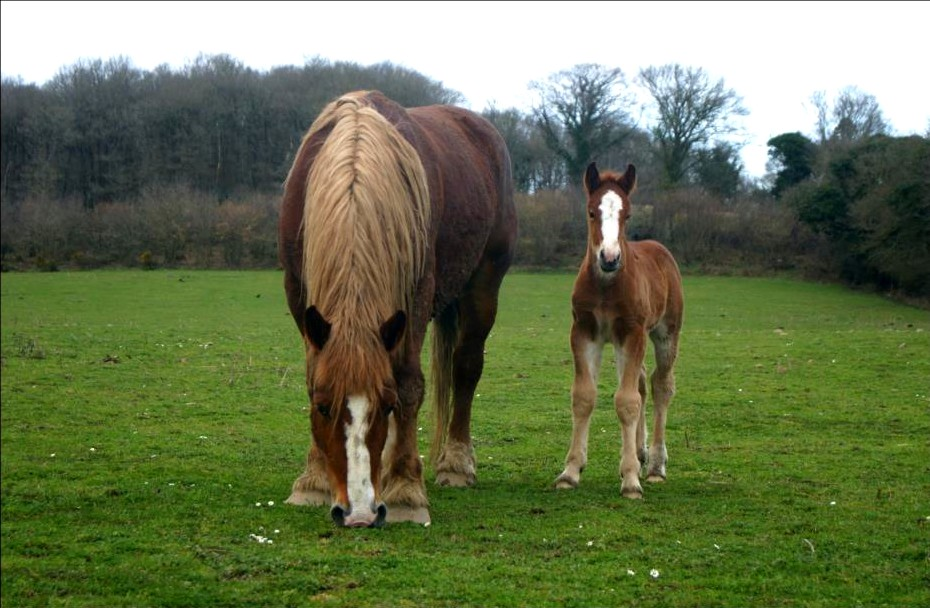
Bretons.
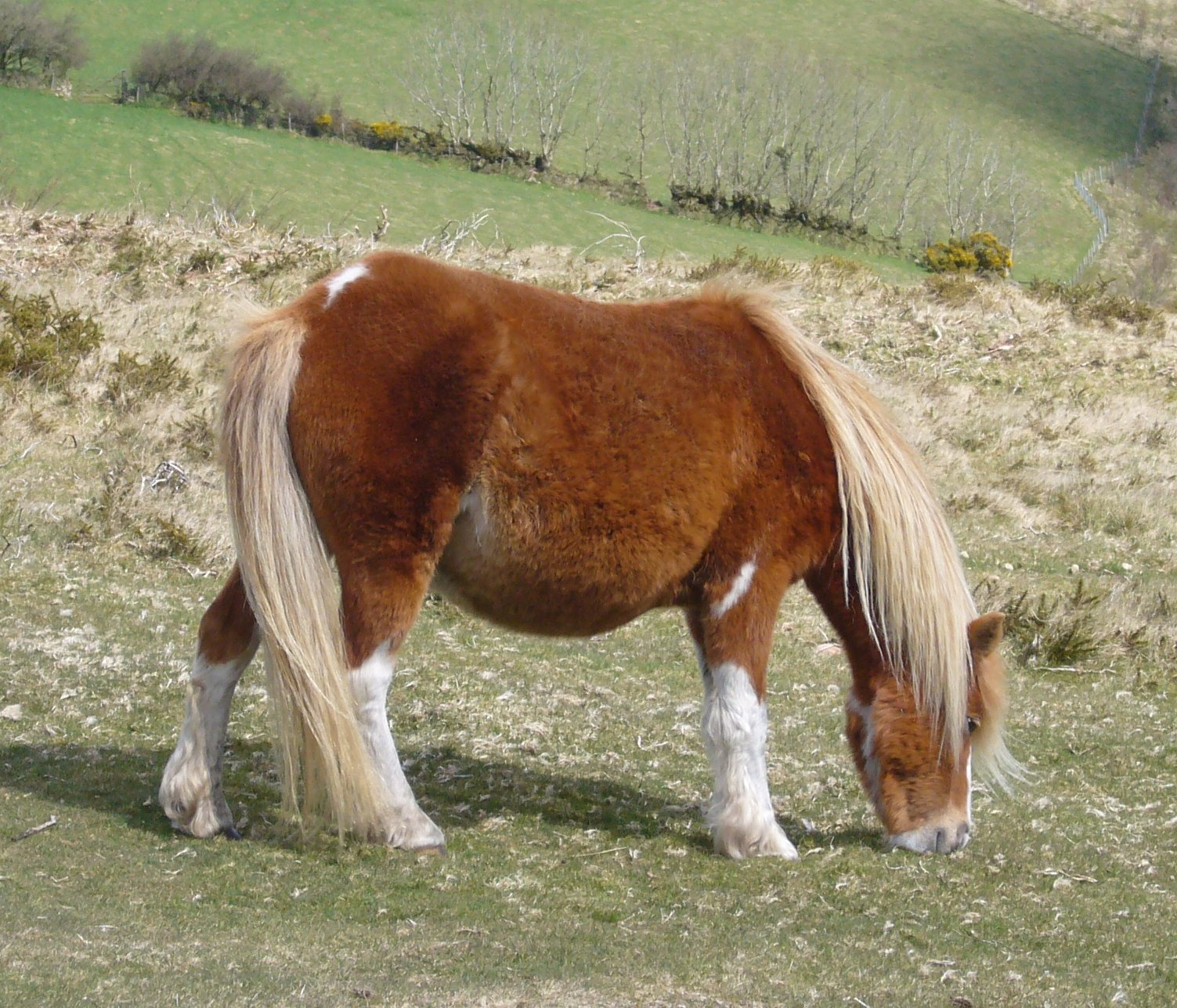
Poney exprimant également du pie.
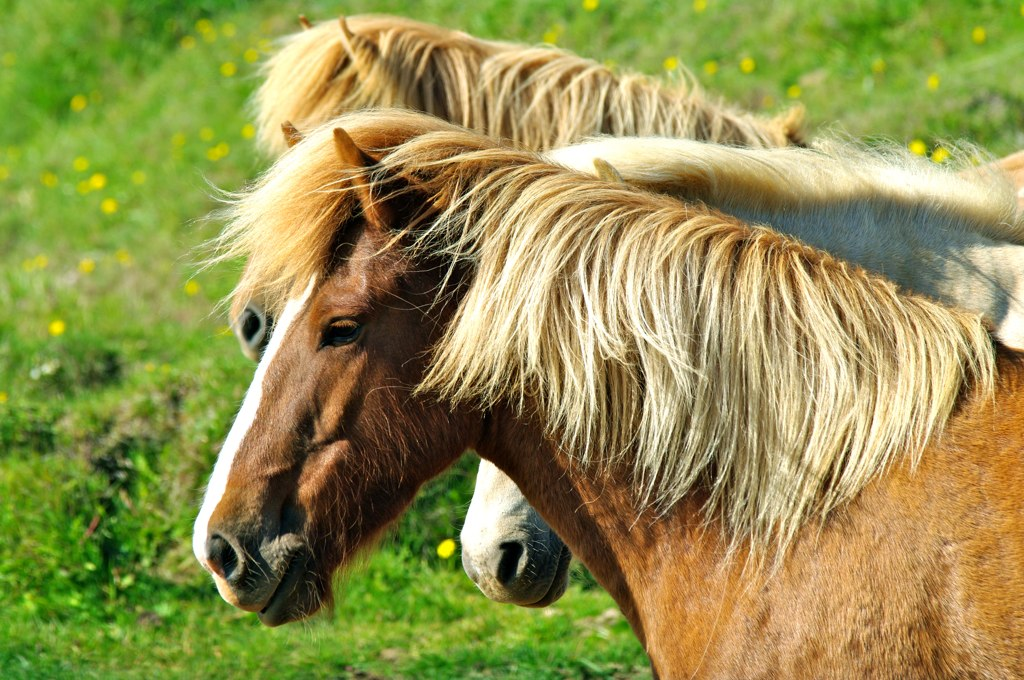
Islandais.
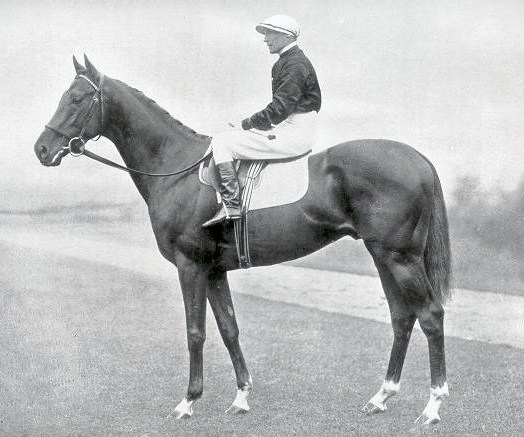
Le Pur-sang Hyperion.

D'autres races la présentent très souvent, mais peuvent aussi arborer d'autres robes, c'est le cas du Finlandais et du Noriker, plus généralement avec de l'alezan brûlé pour ce dernier. La robe est également assez fréquente chez le Breton (de même que chez le Trait italien qui en est issu), le Dartmoor, le Shetland, le Morgan et le Trait lituanien. Le haras de Kirkjubaer a sélectionné une lignée d'Islandais aux crins lavés.
Certains chevaux célèbres portent une robe alezan aux crins lavés, notamment Corrida, une jument Pur-sang vainqueur de deux Prix de l'Arc de Triomphe en 1936 et 1937, de même que Hyperion, surnommé « le tourbillon anglais », un étalon Pur-sang de course. Poly, le poney alezan à la crinière blonde héros de la série télévisée homonyme, était alezan crins lavés. Le Pur-sang réformé nommé Laudanum, l'un des premiers chevaux de saut d'obstacles de Pierre Durand acquis en 1973 (devenu un étalon de croisement réputé), était lui aussi un alezan aux crins lavés.

## Dans la culture

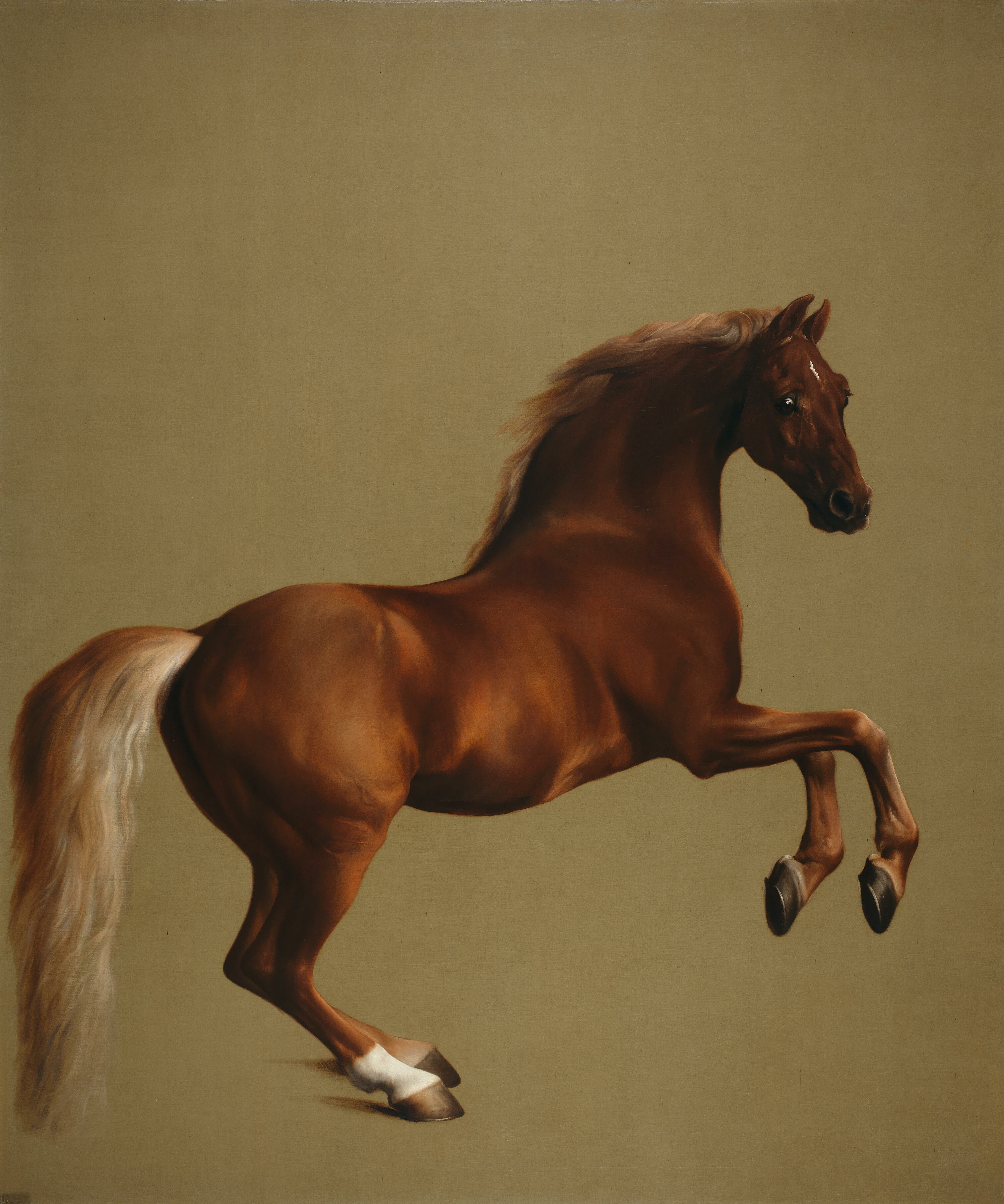
Whistlejacket, célèbre tableau de George Stubbs représentant un étalon alezan aux crins lavés.

Cette robe est citée dans des œuvres de fiction. Henri Spade cite un Postier breton alezan brûlé aux crins lavés dans son roman Mathieu, Gaston, Peluche. Yann Brekilien fait de même dans La louve et le sanglier.

#### Articles et ouvrages de génétique
- [Collectif 2009] (en) Collectif, « Flaxen Color Genetic Research in Progress », The Horse,‎ 2 octobre 2009 (lire en ligne)
- [Khatib 2015] (en) Hasan Khatib, Molecular and Quantitative Animal Genetics, John Wiley & Sons, 2015, 336 p. (ISBN 978-1-118-67740-7 et 1-118-67740-4, lire en ligne)
- [Sponenberg et Bellone 2017] (en) Dan Phillip Sponenberg et Rebecca Bellone, Equine Color Genetics, Wiley, 30 mai 2017, 4e éd., 352 p. (ISBN 1-119-13060-3, OCLC 971462711).
- [Tsaag Valren et Népoux 2019] Amélie Tsaag Valren et Dr. Virginie Népoux, Beauté des chevaux, le mystère de leurs robes, Éditions France Agricole, 2 octobre 2019, 256 p. (ISBN 979-10-90213-98-2).

#### Ouvrages généralistes
- [Bataille 2008] Lætitia Bataille, Races équines de France, Paris, France Agricole Éditions, 2008, 286 p. (ISBN 978-2-85557-154-6, lire en ligne), p. 74, 155
- [Draper 2006] Judith Draper, Le grand guide du cheval : les races, les aptitudes, les soins, Editions de Borée, 2006, 256 p. (ISBN 978-2-84494-420-7, lire en ligne), p. 32, 130, 156